# Шијен (Кина)
Шијен (十堰) град је Кини у покрајини Хубеј. Према процени из 2009. у граду је живело 421.592 становника.

## Становништво
Према процени, у граду је 2009. живело 421.592 становника.
| 1990.   | 2000.   | 2009    |
| ------- | ------- | ------- |
| 323.598 | 380.473 | 421.592 |